# Sido Urip
Sido Urip is een bestuurslaag in het regentschap Bengkulu Utara van de provincie Bengkulu, Indonesië. Sido Urip telt 1569 inwoners (volkstelling 2010).